# Parigi-Tours Espoirs 2013
La Parigi-Tours Espoirs 2013, settantunesima edizione della corsa e valida come evento dell'UCI Europe Tour 2013 categoria 1.2, riservata agli Under 23, si svolse il 13 ottobre 2013 su un percorso di 185 km. Fu vinta dal francese Flavien Dassonville che giunse al traguardo con il tempo di 4h11'27", alla media di 44,14 km/h.
Al traguardo 153 ciclilsti portarono a termine la gara.

## Squadre e corridori partecipanti
| N.      | Cod. | Squadra                       |
| ------- | ---- | ----------------------------- |
| 1-6     |      | Vendée U-Pays de la Loire     |
| 11-16   |      | Île-de-France                 |
| 21-26   | RB3  | Rabobank Development Team     |
| 31-36   |      | CC Étupes-Le Doubs-Pays de M. |
| 41-46   | ETI  | Etixx-Ihned                   |
| 51-56   |      | Sojasun Espoir-ACNC           |
| 61-66   | JVC  | Ventilair-Steria              |
| 71-76   |      | Chambéry Cyclisme Formation   |
| 81-86   |      | EFC-Omega Pharma-Quick Step   |
| 91-96   |      | Normandie                     |
| 101-106 | CJP  | Cyclingteam Jo Piels          |
| 111-116 |      | CC Nogent-sur-Oise            |
| 121-126 |      | Midi Pyrénées                 |
| 131-136 |      | VL Techniek-Abutriek          |
| 141-146 |      | Brest Iroise Cyclisme 2000    |

| N.      | Cod. | Squadra                        |
| ------- | ---- | ------------------------------ |
| 151-156 |      | Team U Nantes Atlantique       |
| 161-166 |      | Entente Sud Gascogne           |
| 171-176 |      | Team Wallonie Espoirs          |
| 181-186 | PCW  | T.Palm-Pôle Continental Wallon |
| 191-196 |      | Bourgogne                      |
| 201-206 | CR4  | CR4C Roanne                    |
| 211-216 | CCB  | Colorcode-Biowanze             |
| 231-236 |      | BMC Development Team           |
| 241-246 |      | Guidon Chalettois              |
| 251-256 |      | Soenens-Construkt Glas         |
| 261-266 |      | Team Vulco-VC Vaulx-en-Velin   |
| 271-276 |      | Lotto-Belisol U23              |
| 281-286 |      | ESEG Douai                     |
| 291-296 |      | VS Chartres Cyclisme           |

## Ordine d'arrivo (Top 10)
| Pos. | Corridore           | Squadra     | Tempo    |
| ---- | ------------------- | ----------- | -------- |
| 1    | Flavien Dassonville | Ile de Fr.  | 4h11'27" |
| 2    | Daan Olivier        | Rabobank    | s.t.     |
| 3    | Olivier Le Gac      | Brest Ir.   | a 36"    |
| 4    | Florian Senechal    | Etixx-Ihned | s.t.     |
| 5    | Floris De Tier      | EFC-Omega   | a 39"    |
| 6    | Rick Zabel          | Rabobank    | a 42"    |
| 7    | Nick van der Lijke  | Rabobank    | a 44"    |
| 8    | Edward Theuns       | VL Techniek | a 51"    |
| 9    | Romain Guillemois   | Vendée U    | s.t.     |
| 10   | Dylan van Baarle    | Rabobank    | a 54"    |